# フルハウスキス
『フルハウスキス』は2004年7月22日にカプコンから発売されたPlayStation 2用の乙女ゲーム。正式なジャンル名は「恋愛家政婦アドベンチャー」。キャラクターデザイン・原画を担当するのは少女漫画家の佑羽栞。
2010年1月21日から携帯電話向けアプリに移植されて配信。
キャラクターを受け継いだ続編『フルハウスキス2』が2006年2月23日にPlayStation 2用に発売され、最新作『フルハウスキス2〜恋愛迷宮〜』はパソコン用にダレットにてダウンロード販売された。
メディアミックス企画として佑羽栞による漫画版も白泉社の『花とゆめ』及び『ザ花とゆめ』にて、『花とゆめ』2004年13号（2004年6月）から『ザ花とゆめ』2008年1月25日号まで連載。全6巻。

## 概要
15歳の少女が姉の行方を探るために、昼は名門高校「祥慶学園」の美術教師として働き、夜は祥慶学園のアイドル「ラ・プリンス」たち男4人が住む家で家政婦として働くというのが大まかな内容。昼間はADVパート、夜は家政婦パートという、ふたつのパートで構成されている。
通常の恋愛ゲームの最終目的が攻略対象と“付き合うこと”が大半を占める中、このゲームは“付き合ってからの出来事”(恋人同士ならではの蜜月やすれ違いなど)にスポットを当てており、交際中の彼氏を振って別の同居人に乗り換えることが出来る、性的行為をほんのりと匂わせる(「微エロ」と呼ばれる)などが取り込まれた。
本作のみで各攻略対象との恋愛EDを迎えられるが、恋愛沙汰とは無縁の「友情ED」をふまえた形で続編の「フルハウスキス2」につながる。

## あらすじ
家族と平穏に暮らしていた女子高生の鈴原むぎ。しかし突如姉の苗が書き置きを残して行方不明になり、さらに両親も事故で他界してしまう。その上突然現れた事故関係者を装う謎の男・吉田に保険金その他をだまし取られ、むぎは一文無しになってしまう。
唯一の肉親となった苗を探すため、むぎは苗と一緒に消えた男性が通っていた祥慶学園へ手がかりを求めて侵入を試みる。しかし、学園の屈強なガードマンに追い払われそうになってしまう。そんな中むぎは校門の前で、祥慶の生徒会長かつ世界的大企業の御曹司でもある御堂一哉と出会い、無謀にも彼に「自分を祥慶学園に入れてもらえないか」と頼む。いきなりの不躾な願いに呆れ、冷たい一瞥でその場を去ろうとした一哉だったが、必死なむぎの様子に「俺の家の家政婦になるのなら、願いを聞いてやってもいいぜ」と告げた。
そのまま一哉の家に連れて行かれたむぎは、そこで松川依織・羽倉麻生・一宮瀬伊という３人の男と出会う。一哉を含めた彼らは「ラ・プリンス」と呼ばれる,祥慶学園の生徒によって選ばれた「学園のアイドル的存在」。そして全員が御堂家で共同生活を送っていた。「家政婦の仕事は住み込み限定」という一哉の条件に「若い男が暮らす家に」と最初は難色を示したむぎだが、他に学園に入り込む手だてはなく、渋々その条件を飲む。そんなむぎに一哉が与えた祥慶潜入方法は、なんと「産休教師の代わりに、臨時教師として生徒に美術を教える」というものだった。
15歳にして「昼は女教師、夜は家政婦」となり、男たちとの奇妙な同居生活を始めることとなったむぎ。さまざまな理由で御堂家に集い暮らすラ・プリンスの面々は、決して仲のいい友人ではなかった。恒に諍いが絶えず、ぎすぎすとした空気が漂う彼らの間。だがそれはむぎという存在を得て、微妙に変わり始めていく。

## 主な登場人物

### 主人公と攻略対象
鈴原 むぎ（すずはら むぎ）※名前変更可能
声：小林沙苗※CDドラマのみ。ゲームに音声はなし
7月9日生まれの15歳。O型。身長は161cm。主人公。とにかくパワフルで前向き、勝気な少女。一哉曰く「馬鹿で無鉄砲で適当」だが正義感は人一倍強い。お人よしな面もある。家事全般が得意。行方不明の姉・苗を探すため祥慶学園の生徒・御堂一哉の家政婦になることを条件に学園の臨時教師として美術を教えることに。
御堂 一哉（みどう かずや）
声：荻原秀樹
2月18日生まれの17歳。A型。身長は178cm。世界的大企業御堂グループの1人息子。祥慶学園3年生でラ・プリンスのひとり、その中でも中心的存在の「ディアデーム」の称号を持つ。常に冷静沈着でどのような事態にも取り乱さない、何でもこなせる男。しかし、家事だけは苦手なようで、むぎが家に来るまではゴミ屋敷状態の家で生活していた。ちなみに高校生でありながら、グループ傘下の6つの企業の実質的な社長でもあり、さらに将来はグループの次期総帥を継ぐ予定。現在の家は高校入学時自立目的で親からもらったもので、ひとり暮らしのところへ同居人たちを住まわせている。祖父は御堂グループ現総帥、父はNASAに勤めるノーベル賞学者、母は服飾デザイナー。
松川 依織（まつかわ いおり）
声：佐々木望
9月23日生まれの19歳。AB型。身長は182cm。祥慶学園3年生。ラ・プリンスのひとりで一哉の家に居候している。実家は歌舞伎界の名門であり、自身も幼い頃から女形として活躍していたが、ある出来事が原因で梨園を去らざるを得なくなり、休学して2年間渡米していた（その後復学したため高3だが歳は20歳）。帰国後、祥慶学園長の薦めで気が進まないながらも一哉の家に引っ越してくる。大人の色香があり、女性の扱いに長けているが、どのような女性にも本気にならない。同じく歌舞伎界で活躍している弟がいる。
羽倉 麻生（はねくら あさき）
声：櫻井孝宏
8月6日生まれの16歳。O型。身長は180cm。祥慶学園2年生。ラ・プリンスのひとりで一哉の家に居候している。大手銀行の御曹司だが本人に跡を継ぐ気は全くなく、家族との確執から実家にいるのが嫌で家出をしていた。一哉の家には、姉の依頼で渋々ながら住まわされている。女嫌いで口が悪く、むぎに対しても最初はかなり冷たいが、嘘がつけない正直者で根は優しい。バイクとビリヤードが好きで、行きつけのプールバーで夜通しプレイをすることもざら。夢は「ハスラーになってアメリカで活躍する」こと。
一宮 瀬伊（いちみや せい）
声：成瀬誠
5月13日生まれの17歳。AB型。身長は175cm。祥慶学園2年生。ラ・プリンスのひとりで一哉の家に居候している。何を考えているのかわからないところがあり、周りを困惑させる。「祥慶学園の妖精」と謳われる中性的で繊細な容姿とは裏腹に、女性との噂が絶えない。特技はピアノ演奏と作編曲、かなりの腕前だが人前で演奏をすることはほとんどない。父母ともに音楽家、ピアノは元々父親から教わったが、とある事情で数年疎遠になっている。師事していたピアニストの元からある日突然飛び出しふらりと一哉の家に現れ「同居させて欲しい」と頼んだ。むぎと麻生をからかうのが日課。
英 二郎（はなぶさ じろう）
声：子安武人
26歳。身長は185cm。祥慶学園のフランス語教師。陽気で能天気だが、突如大声を出したり1人慌てたりと言動がオーバー。しかしときに冷静沈着で落ち着いたまるで別人の顔も見せる、非常に謎の多い男。

### その他
鈴原 苗（すずはら なえ）
声：増田ゆき
19歳。身長は162cm。むぎの姉。ある日突然書き置きを残して謎の失踪をする。
安藤 征志（あんどう まさし）
声：木内秀信
19歳。身長は181cm。祥慶学園卒業生で、在校時には一哉とともにラ・プリンスとなったことがある。
千堂 亮（せんどう あきら）
声：浜田賢二
35歳。身長は182cm。苗の失踪事件を探る雑誌記者。むぎに協力する。
桜木 永世（さくらぎ えいせい）
声：中田譲治
40歳。身長は177cm。謎に包まれた祥慶学園理事長。
桜木 かお子（さくらぎ かおこ）
声：渡辺美佐
23歳。身長は167cm。祥慶学園のドイツ語教師。
山本 春太（やまもと はるた）
声：岸尾大輔
24歳。身長は172cm。祥慶学園の体育教師。常にテンションが高い。女教師のむぎに惚れている。趣味はポエムを書くこと。
丘崎 夏実（おかざき なつみ）
声：浅野真澄
15歳。身長は158cm。むぎの親友。彼女を心配して祥慶学園に編入してきた。丘崎建設の社長令嬢。
遊洛院 十和子（ゆうらくいん とわこ）
声：松下美由紀
15歳。身長は165cm。祥慶学園1年生。常に令嬢然とし、むぎには冷たい態度を取る。夢はエリートと結ばれる「玉の輿」。
姫神 桜子（ひめがみ さくらこ）
声：椿理沙
16歳。身長は158cm。祥慶学園1年生。遊洛院十和子のとりまき。
白崎 京香（しらさき きょうか）
声：小暮英麻
16歳。身長は152cm。祥慶学園1年生。遊洛院十和子のとりまき。
九条 陸（くじょう りく）
声：小野大輔
18歳。身長は177cm。祥慶学園には珍しい不良生徒。クラブで怪しげなパーティを主催している。
北条 竹治（ほうじょう たけじ）
声：上田陽司
56歳。身長は160cm。温厚で穏やかな祥慶学園学園長。むぎのことをやさしく見守っている。
松川 皇（まつかわ こう）
声：坪井智浩
12月6日生まれの18歳。AB型。身長は165cm。依織の弟で、歌舞伎役者。
吉田 和久（よしだ かずひさ）
声：楠見尚己
38歳。身長は180cm。謎の男。

## 関連アイテム

### CD
すべてセルピュータレーベルより発売

#### ドラマCD
- フルハウスキス ドラマアルバム～俺たちの始まり～
- フルハウスキス ドラマアルバム～ニセ教師☆危機一髪～
- フルハウスキス ドラマCD～サマー・ヴァケーション～
- フルハウスキス ドラマCD～真夏の夜の夢～
- フルハウスキス ドラマCD～祥慶祭に行こう！～
- フルハウスキス ドラマCD～ホワイト・ドリーム～

#### サウンドトラック・ボーカルCD
- フルハウスキス オリジナル・サウンドトラック～家政婦恋愛ミュージック～
- フルハウスキス シングルコレクション
  1. 薔薇ラビリンス(ラ・プリンス)
  2. 月光輪舞曲(御堂一哉)
  3. 忘却Celebration(松川依織)
  4. 熱情Distance(羽倉麻生)
  5. 星影夜想曲(一宮瀬伊)
  6. 汚れなき聖域(御堂一哉)
  7. 久遠恋歌(松川依織)
  8. 流星気分(羽倉麻生)
  9. 君はMVP(一宮瀬伊)
  10. 薔薇PILGRIM(ピルグリム)(ラ・プリンス)
- フルハウスキス ラ・プリンス リミックスアルバム

### DVD
- 祥慶祭ライブ2006☆(セルピュータ)
- 祥慶フェスティバル2007☆(セルピュータ)

### 関連書籍

#### 漫画
- 佑羽栞 『フルハウスキス』 白泉社〈花とゆめコミックス〉、全6巻
  1. 2004年10月19日発売、ISBN 978-4-592-18814-8
  2. 2005年3月18日発売、ISBN 978-4-592-18058-6
  3. 2005年11月18日発売、ISBN 978-4-592-18059-3
  4. 2006年6月19日発売、ISBN 978-4-592-18060-9
  5. 2007年5月18日発売、ISBN 978-4-592-18126-2
  6. 2008年3月19日発売、ISBN 978-4-592-18127-9

#### その他
すべてカプコンより
- フルハウスキス オフィシャルガイドブック
- フルハウスキス オフィシャルコンプリートガイド
- フルハウスキス オフィシャルファンブック Vol.1-6
- フルハウスキス オフィシャルアンソロジーコミック Vol.1-7